# Яцачийский сапотекский язык
Яцачийский сапотекский язык (Villa Alta Zapotec, Yatzachi Zapotec, Zapoteco de Yatzachi) — сапотекский язык, на котором говорят в городах Йоуэче, Соочила, Соочина, Хоочистепек, Ялина, Яцачи-эль-Альто и Яцачи-эль-Бахо на севере штата Оахака в Мексике.

## Фонология

### Гласные
В яцачийском сапотекском языке существует 6 гласных. Гласные a, e, i — такие же, как в испанском языке. В более ранних формах сапотекских языков был звук между o и u, которые в случае яцачийского сапотекского был ближе к закрытому звуку o, но в других сапотекских диалектах был более звука u. В современном яцачийском диалекте существуют оба звука o и u, хотя u можно найти только в заимствованных словах из испанского языка.
Яцачийский сапотекский имеет звук шва. Этот звук более нейтральный и имеет тенденцию адаптироваться к соседним звукам и не используется в ударных слогах. Бывает, часто трудно отличить между шва (ə) и звуком e, однако существуют минимальные пары, такие как в словах zide´ «вино» и zidə´ «липкий», делающие различие между двумя необходимыми звуками.
|                | Передний ряд | Средний ряд | Задний ряд |
| -------------- | ------------ | ----------- | ---------- |
| Верхний подъём | i            |             | u          |
| Средний подъём | e            | ə           | o          |
| Нижний подъём  |              | a           |            |

### Согласные
В яцачийском сапотекском языке проще думать о согласных, у которых есть различие между фортисом и ленисом, скорее чем между звонкими и глухими. Фортис описывает звуки, которые требуют больше усилия для артикуляции, а ленис описывает звуки, которые требуют меньше усилия. Звонкие звуки — ленис, а звуки, которые являются либо глухими, либо придыхательными, рассматривают фортис.
Рассмотрение между придыхательными и непридыхательными звуками появляются в согласных ch, x, l, n. Яцачийский сапотекский также содержит много заимствованных испанских слов, и таким образом занимает буквы из испанской орфографии для написания этих звуков, таких как ñ and ll [ʎ]. Диграф rr (также взят из испанского языка) используется, когда появляется трельный звук r в середине слова, однако одиночный r используется для представления трели в начале или конце слова. В другом месте одиночный r представляет собой одноударный согласный звук. Сапотеки также показывают огубленные или лабиализованные согласные, которые пишутся как диграфы с согласным, следующими перед буквой w, такие как jw, gw и cw. Места артикуляции соответственно идентичны согласным j, g, c. Иногда w заменяется буквой u, которая более соответствует испанской орфографии, в которой буквы w не существует. Слово saltillo, или гортанная смычка, находится после гласных или после n и считается так же однозначной фонемой, как поясненная с минимальными парами ga «новый» и ga´ «зелёный».
В таблице ниже жирные буквы представляют собой способ записи звука в соответствии с орфографией яцачийского сапотекского языка, а символы в скобках отражают запись звука в МФА.
|                 |        | Губ.-губ. | Губ.-зуб. | Зуб.   | Альвеол.       | Альвеопалатал. | Ретрофлекс. | Палатал. | Веляр. | Огуб.   | Увуляр. | Глот. |
| --------------- | ------ | --------- | --------- | ------ | -------------- | -------------- | ----------- | -------- | ------ | ------- | ------- | ----- |
| Взрыв.          | фортис | p [pʰ]    |           | t [tʰ] |                |                |             |          | c [kʰ] | cw [kʷ] |         |       |
| Взрыв.          | ленис  | b [b]     |           | d [d]  |                |                |             |          | g [g]  | gw [gʷ] |         | ´ [ʕ] |
| Фрикат.         | фортис |           | f [f]     |        | s [s]          | y [ɕ]          | xʰ [ʂʰ]     | š [ʃ]    | j [x]  | jw [xʷ] | ʝ [χ]   |       |
| Фрикат.         | ленис  |           |           |        | z [z]          |                | x [ʐ]       |          |        |         |         |       |
| Аффр.           | фортис |           |           |        |                |                |             | ch [tʃʰ] |        |         |         |       |
| Аффр.           | ленис  |           |           |        |                |                |             | ch [tʃ]  |        |         |         |       |
| Нос.            | фортис |           |           |        | n [n]          |                |             | ñ [ɲ]    |        |         |         |       |
| Нос.            | ленис  | m[m]      |           |        | n [nʰ]         |                |             |          |        |         |         |       |
| Латер. аппрокс. | фортис |           |           |        | l [lʰ]         |                |             |          |        |         |         |       |
| Латер. аппрокс. | ленис  |           |           |        | l [l]          |                |             | ll [ʎ]   |        |         |         |       |
| Аппрокс.        | фортис |           |           |        | r [ɾ]; rr [r:] |                |             |          |        |         |         |       |

### Тон
Вийа-альтские сапотекские диалекты имеют три тона: высокий /1/, средний /2/ и низкий /3/. Различия в этих тонах могут быть выделены с использованием контрастности. Идея контрастности устанавливает похожее использование минимальных пар для определённых фонем, например de3za1n ya1 «много бамбука» против de3za1n ya2 «много паровых бань». В этом случае, различие между высоким и низким тонами указывается в последнем слоге.